# Philippe Montanier
Philippe Montanier (* 15. November 1964 in Vernon) ist ein ehemaliger französischer Fußballspieler und heutiger -trainer. Als aktiver Torhüter vor allem für SM Caen, den FC Toulouse und den FC Gueugnon spielend, war Montanier bisher als Trainer von US Boulogne, den FC Valenciennes, Real Sociedad San Sebastián, Stade Rennes, Nottingham Forest und RC Lens tätig.

## Spielerkarriere
Der Torhüter Philippe Montanier wurde am 15. November 1964 in Vernon, einer Stadt mit etwa 25.000 Einwohnern in der Normandie im Norden Frankreichs, geboren. Seine Jugend verbrachte er beim regionalen Verein Évreux AC, von wo aus ihn 1987 der damalige Zweitligist SM Caen unter Vertrag nahm. Gleich in seiner ersten Saison gelang Montanier mit dem Verein der Aufstieg in die Division 1, nachdem man in der Gruppe B der Division 2 den zweiten Platz hinter Racing Straßburg belegt hatte. In den Aufstiegsplayoffs setzte sich Caen gegen Olympique Alès, Olympique Lyon sowie Chamois Niort durch und stieg zum ersten Mal in der Vereinsgeschichte in die erste französische Liga auf. Dort gelang mit Platz sechzehn in der ersten Saison der Klassenerhalt. Auch in Montaniers vorerst letztem Jahr bei SM Caen, der Division 1 1989/90, hielt man mit der gleichen Platzierung die Klasse.
Nach 55 Ligaspielen für SM Caen wechselte Philippe Montanier 1990 für ein Jahr zum FC Nantes, konnte sich dort aber nicht durchsetzen und bestritt nur sieben Ligaspiele, ehe er nach Caen zurückkehrte und die folgenden drei Jahre erneut für den nordfranzösischen Klub im Tor stand. In dieser Zeit stehen 73 Einsätze zu Buche. In der Division 1 1991/92 erzielte SM Caen mit Philippe Montanier im Tor als Fünfter seine bis dato beste Platzierung in der ersten französischen Liga. In den beiden Folgejahren wurde man Elfter und Sechzehnter.
Im Sommer 1994 verließ Philippe Montanier SM Caen ein zweites Mal und spielte fortan für den FC Toulouse. Dieser Verein war soeben als Vorletzter aus der Division 1 abgestiegen. In der zweiten Liga wurde der direkte Wiederaufstieg aber verpasst. Erst 1996/97 gelang Toulouse als Zweiter hinter LB Châteauroux die Rückkehr ins französische Fußballoberhaus. Nach seinem zweiten Aufstieg als Fußballspieler wechselte Philippe Montanier erneut den Arbeitgeber und spielte nun für den FC Gueugnon in der Division 2. Die Saison 1997/98 beendete man auf dem elften Tabellenplatz. Im Jahr darauf wurde Gueugnon Sechster und verpasste die Rückkehr in die Division 1 um sieben Punkte gegenüber ES Troyes AC.
Nach 79 Spielen für den FC Gueugnon spielte Philippe Montanier von 1999 bis 2000 noch ein Jahr für den AS Saint-Étienne Fußball, der soeben als Meister der Division 2 in die erste Liga zurückgekehrt war. Als Aufsteiger landete Saint-Étienne auf einem guten sechsten Tabellenrang, Montanier war allerdings nicht Stammtorhüter und wurde nur viermal in Ligaspielen eingesetzt. Im Sommer 2000 beendete er seine fußballerische Laufbahn im Alter von 35 Jahren.

## Trainerkarriere
Nach dem Ende seiner Spielerkarriere wurde Philippe Montanier Trainer. Er begann dabei als Co-Trainer von Robert Nouzaret. In dieser Form arbeitete Montanier 2001 für den FC Toulouse, von 2001 bis 2002 beim SC Bastia sowie von 2002 bis 2004 bei der Nationalmannschaft der Elfenbeinküste.
Im Sommer 2004 übernahm Philippe Montanier die US Boulogne im viertklassigen Championnat de France Amateur. Gleich in seiner ersten Saison gelang dabei der Aufstieg ins Championnat National, wo man sich als Aufsteiger mit Platz fünf sogleich behaupten konnte. Ein Jahr später gelang Boulogne nur zwei Jahre nach dem Aufstieg aus der vierten Liga die Promotion für die Ligue 2. Dies war zustande gekommen durch einen zweiten Platz im National, einzig hinter Clermont Foot. In der Zweitklassigkeit konnte die US Boulogne unter Montanier nur knapp den direkten Wiederabstieg verhindern, der Abstand auf den ersten Absteiger Chamois Niort betrug als Sechzehnter zwei Punkte. Im Folgejahr jedoch sicherte sich die US Boulogne überraschend einen Aufstiegsplatz in der Ligue 2, nachdem man die Ligue 2 2008/09 als Dritter mit einem Punkt Vorsprung auf den ersten Nichtaufsteiger Racing Straßburg beendet hatte. Damit stieg der noch fünf Jahre zuvor viertklassige Verein zum ersten Mal in der Vereinsgeschichte in die höchste französische Spielklasse auf. Trainer Philippe Montanier trat daraufhin von seinem Posten zurück und wurde durch Laurent Guyot ersetzt, der mit dem Verein direkt wieder abstieg.
Wenig später wurde Philippe Montanier in Nachfolge von Antoine Kombouaré neuer Trainer des FC Valenciennes in der Ligue 1. In Valenciennes war Montanier die folgenden zwei Jahre Coach und erreichte die Platzierungen zehn und zwölf in der Ligue 1. Im Sommer 2011 verpflichtete ihn der spanische Erstligist Real Sociedad San Sebastián als neuen Trainer. Nachdem im ersten Jahr nur der zwölfte Tabellenplatz in der Primera División 2011/12 erzielt wurde, beendete Real Sociedad unter Montanier die Saison 2012/13 als Vierter und erreichte damit nicht nur die beste Platzierung seit vielen Jahren, sondern auch die Teilnahme an der Qualifikation zur UEFA Champions League 2013/14. Trainer Montanier verließ Real Sociedad nach diesem Erfolg jedoch wieder und ging zurück in seine französische Heimat. Seine Nachfolge in Donostia-San Sebastián trat sein Assistent Jagoba Arrasate an.
Im gleichen Jahr übernahm Philippe Montanier das Traineramt beim französischen Erstligisten Stade Rennes. Mit dem ambitionierten Klub erreichte er in seiner ersten Saison den zwölften Platz, auch im Folgejahr sprang mit Rang neun nur ein Mittelfeldplatz heraus. Im Coupe de France 2013/14 erreichte Montaniers Mannschaft nach Erfolgen über AJ Auxerre, OSC Lille und SCO Angers das Finale, wo man allerdings mit 0:2 gegen EA Guingamp unterlag. Mit 20. Januar 2016 wurde Montanier, nachdem er mit der Mannschaft im Laufe der bisherigen Saison zahlreiche Unentschieden eingefahren hatte, durch den erfahrenen Rolland Courbis ersetzt.
Am 27. Juni 2016 gab der englische Zweitligist Nottingham Forest die Verpflichtung von Philippe Montanier als neuen Trainer bekannt. Am 14. Januar 2017 gab Nottingham Forest bekannt, dass man sich nach einer Reihe von enttäuschenden Ergebnissen, von Montanier getrennt hat.
Im Mai 2018 unterschrieb er einen Vertrag mit einer Laufzeit von zwei Jahren beim französischen Zweitligisten RC Lens. In der Saison 2019/20 erreichte Montanier Platz 5. Der Aufstieg scheiterte in der Regulation.
In der nächsten Saison gewann Lens nach dem Jahreswechsel 2019/20 nur eines von sieben Spielen und rutschte bis Ende Februar 2020 auf Platz 3 ab. Darauf wurde Montanier am 25. Februar 2020 entlassen.
Am 10. Juni 2020 unterschrieb er einen Vertrag als Trainer beim belgischen Erstdivisionär Standard Lüttich. Nachdem Standard am 19. Spieltag auf Platz 11 abgerutscht war (unter anderem nach zwei Niederlagen gegen die Letzten in der Tabelle), wurde er am 26. Dezember 2020 entlassen. Ende Juni 2021 wurde er mit einem Vertrag über zwei Jahre vom französischen Zweitligisten FC Toulouse als Trainer verpflichtet.
Im Juni 2023 wurde sein Vertrag bei Toulouse beendet.

## Erfolge

### Als Spieler
- Aufstieg in die Division 1: 2×

1987/88 mit SM Caen
1996/97 mit dem FC Toulouse

### Als Trainer
- Aufstieg in die Ligue 1: 1×

2008/09 mit der US Boulogne